# Il mondo di Patty
Il mondo di Patty (Patito feo) è una telenovela argentina prodotta da Ideas del Sur e trasmessa dal 10 aprile 2007 al 3 novembre 2008 sul canale argentino Canal 13.
In Italia la serie è stata trasmessa dal 9 giugno 2008 per concludersi il 21 ottobre 2010 su Disney Channel.
La prima stagione vede come interpreti dei protagonisti Laura Esquivel, Juan Darthés e Griselda Siciliani, mentre le antagoniste sono interpretate da Brenda Asnicar e Gloria Carrá. La seconda stagione ha sempre come protagonisti Laura Esquivel, Juan Darthés, Thelma Fardin e Griselda Siciliani; oltre a Brenda Asnicar, Gloria Carrà,Calu Rivero come antagoniste principali della prima stagione si ha la partecipazione speciale di Veronica Vieyras ed Eliana Gonzalez come antagoniste principali nella seconda stagione.

## Trama

### Prima stagione
Patrizia, detta "Patty", è una ragazzina di 13 anni che dal suo paese di campagna, Bariloche, si reca con la madre Carmen a Buenos Aires per delle visite mediche. Poco prima di partire, incontra un cagnolino e desidera portarlo con sé nella capitale argentina, ma la madre non acconsente, così la ragazza lo porta con sé senza che la mamma ne venga a conoscenza. La ragazzina decide di soprannominarlo Mati, derivante da Matías, nome di un ragazzo che l'ha aiutata a rialzarsi dopo una caduta in bicicletta e di cui Patty s’innamora.
Madre e figlia arrivano in ospedale: nel momento in cui Carmen lascia da sola Patty un secondo a controllare le valigie per parlare con il medico, Mati esce dallo zaino in cui era stato nascosto e viene inseguito da un grande alano. Patty inizia a rincorrerli per tutto l'ospedale scatenando il caos e lasciando le valigie incustodite; i tre arrivano in strada e il cagnolino viene quasi investito da un'auto, che fortunatamente si ferma appena in tempo. Patty fa così la conoscenza di Leandro, suo padre segreto e direttore sia dell'ospedale sia della clinica, dove lei si sottoporrà alle cure. Il trattamento richiede più tempo del dovuto e Leandro decide di ospitare Carmen e Patty a casa sua dopo aver scoperto che le valigie con tutte le loro cose sono state rubate. Leandro si sta per sposare con Bianca, madre di Antonella e Fabio. La donna, però, mira solo ai suoi soldi, e nel suo piano viene aiutata dai suoi due scagnozzi, Dorina e Paolo, che si spacciano per la sua domestica e il suo autista.
Patty nel frattempo visita la Pretty Land School of Arts, la scuola di Ines, madre di Leandro, nella quale si svolgono lezioni di teatro, canto e danza. La ragazza viene immediatamente derisa dalle Divine, un gruppo di ragazze e ragazzi capitanato da Antonella e dalle sue amiche Pia e Caterina. Quando Patty arriva a scuola, Antonella si riferiscono a lei mentre cantano la loro canzone e le dà della "racchia" davanti a tutti i compagni. La ragazza si mette a piangere e, appena scorge Matías con lo sguardo, scappa via in lacrime.
I giorni passano e Leandro convince la madre ad assumere Carmen al bar della Pretty Land e ad affittarle una camera dei professori sempre nella scuola, dove intanto s’iscrive anche Patty. La ragazza diventa presto la capitana delle Popolari, un gruppo che canta e balla, contrapposto alle Divine e formato dai suoi amici Giusy, Tamara, Sol, Matías, Alan, Santiago e Felipe e in seguito anche da Gonzalo. Patty fa presto amicizia con Giusy, Sol e Tamara e specialmente con Matías, scatenando l'ira di Antonella, che cerca in tutti i modi di rovinare il loro rapporto, e causa così vari attriti con la ragazza. Analogamente, Bianca prova a fare la stessa cosa con Carmen dopo aver scoperto che lei e Leandro erano fidanzati in passato. Nel frattempo, Patty continua a chiedersi chi sia suo padre e spera che sia Leandro, ma, poiché più volte le viene detto che non è lui, comincia a rassegnarsi all'idea che non conoscerà mai suo padre; tuttavia, durante un programma televisivo, Leandro rivela di essere il padre di Patty e di averlo saputo da poco; distrutta dalla notizia, Patty corre fuori dagli studi televisivi piangendo, con Matías che le corre dietro. Carmen, avendo seguito tutta la trasmissione e quindi la rivelazione di Leandro, si va a lamentare da Ines. A ciò seguirà l'amicizia che si verrà a formare tra Patty e Antonella
, la quale però un giorno verrà investita da un'auto salvando Carmen: la prima stagione si conclude con il fidanzamento ufficiale tra Leandro e Carmen, con la gravidanza inaspettata, e con la vittoria di musical delle popolari.

### Seconda stagione
Le Divine e le Popolari si uniscono e si presentano al concorso interscolastico di musical: Antonella diventa famosa in tutto il mondo grazie all'evento, al contrario di Patty, che vende pochi dischi. Alla scuola arrivano nuovi alunni, tra cui Baby, una ragazza viziata, capricciosa e vanitosa. Insieme alla madre Francesca, Baby rende la vita impossibile ad Antonella, costringendola a fare tutto quello che vogliono e minacciandole di mandare sua madre Bianca in prigione, e contemporaneamente cerca di rubare Bruno ad Antonella. Intanto Patty vive una storia felice con Matías, anche se con l'andare del tempo le cose iniziano ad andare male anche a loro.
Soccorro, strega buona e baby-sitter di Giacomo, il bambino appena avuto da Carmen e Leandro, scambia le identità di Patty e Antonella per colpa dell'incantesimo di vita: le due ragazze non si riconoscono più e i rispettivi genitori sono preoccupati per le loro "figlie" così cambiate, perché non sanno dello scambio d’identità. L'avventura finisce bene e tutto torna alla normalità, ma i problemi non tardano a tornare. Francesca, ex di Leandro, fa infatti "ipnotizzare" quest'ultimo affinché si rimettano insieme. Leandro si risveglia senza ricordarsi più nulla, quindi neanche della sua famiglia, e sparisce per molto tempo. Dopo lunghe ricerche Leandro viene ritrovato e torna a casa con la sua nuova "fidanzata", Anna. A causa dell'accaduto, Patty si assenta da scuola per molto tempo, ma tornerà a frequentarla grazie all'aiuto dei suoi amici. Quando Leandro riacquista la memoria, lui e Carmen tornano insieme. Sconfitte, Baby e la madre scappano. Patty diverrà famosa come Antonella le Divine, e altrettanto il suo gruppo. Tutto si conclude con Patty che ritorna con Matías e che fanno entrambi ciò che amano.

## Puntate
La prima stagione è stata trasmessa su Disney Channel a partire dal 9 giugno 2008. 
L'edizione italiana è curata da Elena Piccoper Elastic Rights mentre il doppiaggio della versione italiana è stato curato da LaBiBi.it con la direzione di Teo Bellia. Gli autori dei dialoghi italiani sono: Gennaro Monti, Iacopo Casini, Anna Perrone, Luciano Roffi e Patrizia Salmoiraghi.
| Stagione         | Puntate   | Puntate | Prima TV originale | Prima TV Italia |
| Stagione         | Argentina | Italia  | Prima TV originale | Prima TV Italia |
| ---------------- | --------- | ------- | ------------------ | --------------- |
| Prima stagione   | 169       | 155     | 2007               | 2008-2009       |
| Seconda stagione | 147       | 110     | 2008               | 2010-2011       |

Il 23 giugno 2007 il canale latino-americano per bambini Disney Channel acquista i diritti della telenovela e la trasmette senza le scene del backstage o del tour. Tuttavia Disney sottoscrive un accordo con Ideas del Sur affinché si producano ulteriori episodi contenenti parti utili per concludere le trame (per esempio: l'incendio in casa dei Molinas o il sequestro di Patty). Questa versione modificata per la Disney è stata anche adottata da alcuni canali locali dei vari Paesi dell'America Latina. Non si conosce con esattezza il numero degli episodi di questa edizione; presumibilmente 10 in più.
La Elastic Rights nel 2008 compra i diritti della serie per la sua distribuzione in Europa, censurando i contenuti del backstage e del tour e stabilendo una durata di 40-50 minuti per episodio. Le modifiche più grandi però sono compiute sulla seconda stagione, dove vengono riassunti i primi 15 episodi in uno da un'ora e si utilizza il finale accelerato de El trece. La versione europea per questa ragione ha 155 episodi nella prima stagione e 110 nella seconda.

## Personaggi ed interpreti
- Patrizia "Patty" Castro,[N 1] interpretata da Laura Esquivel e doppiata da Perla Liberatori.
- Antonella Lamas Bernardi, interpretata da Brenda Asnicar e doppiata da Letizia Scifoni.
- Leandro Díaz Rivarola, interpretato da Juan Darthés e doppiato da Francesco Prando.
- Carmen Castro, interpretata da Griselda Siciliani e doppiata da Sabrina Duranti.
- Bianca Bernardi,[N 2] interpretata da Gloria Carrá e doppiata da Anna Cesareni.
- Matías Beltrán, interpretato da Gastón Soffritti e doppiato da Lorenzo De Angelis.
- Josefina "Giusy" Beltrán,[N 3] interpretata da Thelma Fardin e doppiata da Roberta de Roberto

## Controversie

### Critiche
La serie è stata oggetto di ripetute critiche sia dai genitori che dagli insegnanti delle scuole in Sud America, i quali sostengono che essa sia promotrice di discriminazione e che in molti casi le studentesse tendono ad imitare linguaggio e modi di fare delle Divine e formano dei gruppi in cui snobbano e bullizzano altre ragazze. Tale tematica è evidente nei primi versi del brano delle Divine "Gasolina", che, tradotti in italiano, recitano quanto segue:
Sia come sia, qui non entrano racchie. Ora vedrai, te lo voglio mostrare. Guarda quella racchia, guarda quell'altra racchia: qui non possono entrare!»
La serie dunque si fa promotrice del pessimo esempio delle "Divine" anziché di quello delle "Popolari". Ne è una testimonianza come i fan argentini de Il mondo di Patty preferiscano seguire il modello del bullo, come Antonella, piuttosto che quello dolce della protagonista (lasciando presupporre che sia lo stile di vita preferito degli adolescenti dell'Argentina). Spesso però gli esperti sottolineano che il messaggio della serie è in realtà frainteso da parte del pubblico della stessa, i bambini e gli adolescenti.
Dopo le numerose critiche, i produttori hanno cambiato la trama di alcune puntate, sostituendo le solite cattiverie di Antonella verso Patty con l'arrivo di Emma nella prima stagione, e quello di Baby e Francesca nella seconda.

### Diritti sulla serie
Durante il 2009 il direttore artistico di Ideas del Sur, Alejandro Stoessel, venne licenziato dal produttore. Dopo la rottura tra i due, Stoessel ha rivendicato la paternità della serie, e ha chiesto un risarcimento di ben 2 milioni e mezzo di dollari. Nell'ottobre 2016 la Corte Suprema ha decretato la paternità della telenovela a Tinelli, condannando Stoessel al pagamento di più di un milione di pesos.
In Italia Il mondo di Patty è stato trasmesso su Disney Channel, Italia 1, La5, Boing e DeA Kids; la compravendita dei diritti è stata gestita dalla compagnia spagnola Elastic Rights.

### Censure
La serie fu acquistata dalla compagnia spagnola Elastic Rights nella sua versione internazionale, per la prima volta da Disney Channel Italia, e il doppiaggio commissionato allo studio La BiBi.it. I nomi dei personaggi furono talvolta cambiati: Patricia/Patito divenne "Patrizia"/"Patty", Josefina "Jose" Beltrán divenne "Giusy", Blanca divenne "Bianca", Facundo fu cambiato "Fabio", Ayelén in "Ashley", Linda in "Karina", Barbie in "Baby" e alcuni nomi vennero pronunciati in modo erroneo, come quello di Felicitas che venne pronunciato all'italiana. Nonostante le puntate fossero state doppiate integralmente, il canale pay-tv al momento della messa in onda operò numerose censure video (con tagli molto grossolani e talvolta facili da individuare) delle scene con contenuti sessuali e violenti e riduceva a pochi secondi i baci più appassionati tra i protagonisti. Per quanto riguarda l'audio, alcuni dialoghi vennero alleggeriti, ad esempio la parola "uccidere" venne sostituita da "eliminare". Oltre a ciò, sia nella prima che nella seconda stagione è stata totalmente eliminata la presenza di due personaggi transessuali, censure che tuttavia non sono avvenute sulla versione spagnola dell'omonimo canale.

### Le accuse di molestie sessuali contro Juan Darthés
Il 4 dicembre 2018 Thelma Fardin denuncia penalmente l'attore Juan Darthés: l'uomo si sarebbe reso colpevole di uno stupro ai danni dell'attrice allora sedicenne, durante la tappa in Nicaragua del tour musicale della telenovela nel 2009, quando lui ne aveva 45. Il fatto venne reso pubblico il 10 dicembre tramite un video pubblicato sui social dalla stessa attrice. Questa accusa si aggiunse a quella per molestie di Calu Rivero (anch'ella parte del cast), avvenuta nel 2017 e sempre nei confronti di Darthés, con il quale quest'ultima aveva successivamente lavorato sul set della telenovela Dulce Amor, e a quelle di altre due ex colleghe dell'uomo.
Nei giorni successivi il clamore mediatico seguito alla denuncia raggiunse livelli elevatissimi: Griselda Siciliani affermò di aver rinunciato al tour in questione in seguito a molestie verbali da parte dell'attore, che non la facevano sentire tranquilla e al sicuro sul set. L'associazione Actrices Argentinas ha inoltre lanciato la campagna social #miracomonosponemos ("guarda cosa ci fai") in difesa di tutte le attrici vittime di molestie nell'ambito lavorativo, intitolata così in riferimento ad una frase che Darthés avrebbe pronunciato durante l'episodio di violenza ai danni di Thelma Fardin. L'attore ha sempre negato ogni accusa dichiarando non colpevolezza, cercando piuttosto di far ricadere ogni responsabilità sull'attrice, per poi scappare in Brasile (suo paese natale) per evitare un mandato di cattura dalla polizia nicaraguense. Dall'8 gennaio 2020 risulta tuttavia ufficialmente incriminato. 
La maggior parte del cast della serie si è immediatamente schierato dalla parte della collega, prendendone le difese. Tra questi spiccarono Eva De Dominici (che dopo aver inizialmente difeso Darthés dalle accuse di Calu Rivero ha ritrattato ogni sua convinzione sull'attore, dichiarandosi sconvolta) e Brenda Asnicar. Quest'ultima non resta, per altro, esclusa dal giro degli abusi: dopo un paio di settimane dalla confessione di Thelma ha affermato infatti di averne verbalmente subiti a sua volta e sul medesimo set da un collega di all'epoca 37 anni, senza tuttavia specificarne l'identità. Anche Santiago Talledo, principale collega della Fardin sul set de Il Mondo di Patty, si definì sconvolto dall'accaduto e rivelò di aver scoperto, anni dopo la fine della serie, che l'abbandono di una giovane costumista era dipeso proprio dalla condotta inappropriata di Darthés nei confronti di quest'ultima.
Lo scandalo si è successivamente allargato ad alcuni produttori della serie: qualche giorno dopo la denuncia di Thelma Fardìn, infatti, l'attore Rodrigo Velilla ha mosso pesanti accuse nei confronti di uno di loro, che gli avrebbe offerto il ruolo del protagonista maschile in cambio di rapporti sessuali e successivamente negandoglielo per via dei continui rifiuti dell'attore; quasi in contemporanea si è aggiunta anche la denuncia di Nicolás Torcanowski, che rivelò di essere stato fisicamente e verbalmente maltrattato da un altro produttore.

## Adattamenti
Atrévete a soñar (in italiano: “Il coraggio di sognare”) è il titolo della versione messicana della serie che è partita l'8 marzo 2009 in Messico, prodotta dal gruppo televisivo privato Televisa. I ruoli di Patty, Matias e Antonella sono interpretati rispettivamente dagli attori Danna Paola, Eleazar Gómez e Violeta Isfel.
In Italia sono stati rappresentati inoltre due musical della serie, ai quali hanno partecipato anche alcuni attori Disney, come Ambra Lo Faro, e attori ballerini esordienti: nel primo la protagonista era Patty (Laura Esquivel) e nell'altro l'antagonista Antonella (Brenda Asnicar). 

## Merchandising
Il successo della serie televisiva ha portato alla commercializzazione di un gran numero di gadget della serie, soprattutto in Argentina, Cile, Uruguay, Perù, Italia, Spagna, Portogallo e Grecia. Tra le riviste vi è il magazine mensile Il mondo di Patty, pubblicato spesso assieme a gadget vari o poster. Dal 5 novembre 2010 è disponibile anche per la console PSP Il mondo di Patty: Il gioco più bello.

## Edizioni home video
La serie è stata distribuita in DVD in America Latina e in Europa.
1. In Argentina e Messico è stato commercializzato un volume speciale di 4 DVD che racchiude i momenti migliori della serie, pubblicato nel 2009.
2. In Spagna otto volumi sono stati commercializzati, comprendenti la prima stagione completa e i primi 40 episodi della seconda stagione della serie. È anche inoltre commercializzato un volume speciale in 4 DVD contenente i migliori momenti della serie, pubblicato dal 2009 al 2011.
3. In Portogallo sono stati commercializzati sei volumi che comprendono i primi 120 episodi della prima stagione della serie, pubblicati dal 2010 al 2011.
4. In Italia sedici volumi sono stati commercializzati, comprendenti le due stagioni complete della serie, pubblicate dal 2009 al 2011.
5. In Grecia sono stati commercializzati tre volumi comprendenti i primi 60 episodi della prima stagione della serie, pubblicata nel 2011.

## Discografia
- 2007 - Il mondo di Patty - La storia più bella
- 2007 - Il mondo di Patty - La storia più bella... continua
- 2008 - Il mondo di Patty - La vita è una festa
- 2008 - Il mondo di Patty - La vita è una festa (fan edition)
- 2010 - Il mondo di Patty - Il musical più bello

## Riconoscimenti
Premio Clarín
- 2007 - Candidatura come la miglior fiction giornaliera.
- 2007 - Candidatura come l'artista rivelazione a Laura Esquivel.
- 2007 - Candidatura come l'artista rivelazione a Brenda Asnicar.
- 2008 - Candidatura come la miglior fiction giornaliera.

Premio Martín Fierro
- 2007 - Miglior programma infantile/giovanile.
- 2007 - Candidatura come la miglior attrice di commedia televisiva a Griselda Siciliani.
- 2007 - Candidatura come l'artista rivelazione a Laura Esquivel.
- 2007 - Candidatura come l'artista rivelazione a Brenda Asnicar.
- 2008 - Candidatura come il miglior programma infantile/giovanile.

Premio Gardel
- 2008 - Miglior album infantile per Il mondo di Patty - La storia più bella.
- 2008 - CD più venduto dell'anno per Il mondo di Patty - La storia più bella.
- 2008 - DVD più venduto dell'anno per La historia más linda en el Teatro.
- 2008 - Ringtone più venduto dell'anno per Las Divinas.

Premio Emmy
- 2008 - Candidatura come Children & Young People.

Festival El Chupete
- 2010 - Miglior fiction infantile.

Televisa Consumer Products
- 2010 - Miglior prodotto dell'anno per Il mondo di Patty: Il gioco più bello.

Riccio d'Argento
- 2011 - Miglior musical dell'anno per Il mondo di Patty - Il musical più bello.